# ワークス・フォー・ミー
『ワークス・フォー・ミー』（Works for Me）は、アメリカ合衆国のジャズ・ギタリスト、ジョン・スコフィールドが2001年に発表したスタジオ・アルバム。日本で先行発売された。

## 背景
スコフィールドは『A GO GO』や『バンプ』といった近作において、オルタナティヴ・ロックやファンクの要素を取り入れてきたが、本作では伝統的なジャズに回帰し、クリスチャン・マクブライドやブラッド・メルドーといったサイドマンも、アコースティック楽器の演奏に徹した。スコフィールドによれば、1999年の夏にビリー・ヒギンスと初共演を果たしたことが、本作の制作に繋がったという。
「ノット・ユー・アゲイン」は、スタンダード・ナンバー「ゼア・ウィル・ネバー・ビー・アナザー・ユー」のコード進行を流用した曲である。

## 反響・評価
アメリカでは『ビルボード』のジャズ・アルバム・チャートで23位を記録した。Paula Edelsteinはオールミュージックにおいて5点満点中4.5点を付け「ジョン・スコフィールドは本作で、気品と刺激を併せ持つ、ストレート・アヘッドなポスト・バップ・ジャズの巧みな再評価を提示している」と評している。

## 収録曲
特記なき楽曲はジョン・スコフィールド作曲。
1. アイル・キャッチ・ユー - "I'll Catch You" - 7:58
2. ノット・ユー・アゲイン - "Not You Again" - 7:09
3. ビッグJ - "Big J" - 7:30
4. ルース・キャノン - "Loose Canon" - 9:12
5. ラヴ・ユー・ロング・タイム - "Love You Long Time" - 6:21
6. ハイヴ - "Hive" - 4:51
7. ヒール・トゥ・トウ - "Heel to Toe" - 5:21
8. ドゥ・アイ・クレイジー? - "Do I Crazy?" - 6:07
9. ミセス・スコフィールズ・ワルツ - "Mrs. Scofield's Waltz" - 6:32
10. シックス・アンド・エイト - "Six and Eight" - 8:18
11. フリーパイ - "Freepie" (John Scofield, Kenny Garrett, Brad Mehldau, Christian McBride, Billy Higgins) - 2:16

### 日本盤ボーナス・トラック
1. ディス・シング - "This Thing" - 3:26

## 参加ミュージシャン
- ジョン・スコフィールド - エレクトリック・ギター
- ケニー・ギャレット - アルト・サクソフォーン
- ブラッド・メルドー - ピアノ
- クリスチャン・マクブライド - ダブルベース
- ビリー・ヒギンス - ドラムス